# Liste des héliports au Canada
Cette page liste alphabétiquement les sites des héliports au Canada. Ils sont classés dans l'ordre suivant ; le nom de l'aéroport nommé dans le supplément de vol Canada (CFS), le code OACI, la communauté desservie, la province et les coordonnées.
Le nom de l'aéroport dans le CFS peut être différent du nom utilisé par l'aéroport.
| Endroit                   | Quantité |
| ------------------------- | -------- |
| Canada                    | 345      |
| Alberta                   | 87       |
| Colombie-Britannique      | 70       |
| Manitoba                  | 5        |
| Nouveau-Brunswick         | 5        |
| Terre-Neuve-et-Labrador   | 6        |
| Territoires du Nord-Ouest | 5        |
| Nouvelle-Écosse           | 21       |
| Nunavut                   | 0        |
| Ontario                   | 101      |
| Île-du-Prince-Édouard     | 2        |
| Québec                    | 40       |
| Saskatchewan              | 3        |
| Yukon                     | 0        |

| Nom                                                                     | OACI (IATA) | Type      | Entretien                                                              | Endroit                             | Province Territoire | Coordonnés                    |
| ----------------------------------------------------------------------- | ----------- | --------- | ---------------------------------------------------------------------- | ----------------------------------- | ------------------- | ----------------------------- |
| Abbotsford (Regional Hospital & Cancer Centre) (en)                     | CAB5        | Privé     | Abbotsford Hospital                                                    | Abbotsford                          | CB                  | 49° 02′ 10″ N, 122° 18′ 50″ O |
| Abbotsford (Sumas Mountain (en))                                        | CSM7        | Privé     | Hydra Helicopters                                                      | Abbotsford                          | CB                  | 49° 06′ 18″ N, 122° 11′ 51″ O |
| Abbotsford (Teck)                                                       | CTK8        | Privé     | George Tecklenborg                                                     | Abbotsford                          | CB                  | 49° 07′ 37″ N, 122° 23′ 42″ O |
| Aberdeen Regional Hospital (en)                                         | CNG2        | Privé     | Aberdeen Hospital                                                      | New Glasgow                         | NÉ                  | 45° 34′ 20″ N, 62° 38′ 39″ O  |
| Ajax (Pickering General Hospital) (en)                                  | CPE2        | Privé     | Ajax Pickering General Hospital                                        | Ajax                                | ON                  | 43° 50′ 00″ N, 79° 01′ 00″ O  |
| Aldergrove (Hicks)                                                      | CHK2        | Public    | Alan Hicks                                                             | Aldergrove                          | CB                  | 49° 06′ 28″ N, 122° 28′ 49″ O |
| Alliston                                                                | CPJ2        | Privé     | Uscan Aviation Sales Ltd                                               | Alliston                            | ON                  | 44° 08′ 53″ N, 79° 47′ 58″ O  |
| Alliston (Stevenson Memorial Hospital)                                  | CPZ2        | Privé     | Stevenson Memorial Hospital                                            | Alliston                            | ON                  | 44° 09′ 19″ N, 79° 52′ 27″ O  |
| Almonte (Gen Hosp)                                                      | CAL5        | Privé     |                                                                        | Almonte                             | ON                  | 45° 13′ 49″ N, 76° 11′ 14″ O  |
| Amherst                                                                 | CCB3        | Privé     | Department of Economic Development, Town of Amherst                    | Amherst                             | NÉ                  | 45° 48′ 43″ N, 64° 13′ 13″ O  |
| Antigonish (St. Martha's Regional Hospital)                             | CDY5        | Privé     | St. Martha's Regional Hospital                                         | Antigonish                          | NÉ                  | 45° 37′ 36″ N, 61° 58′ 55″ O  |
| Anzac (Long Lake) (en)                                                  | CNZ2        | Privé     | Nexen Inc.                                                             | Long Lake (en)                      | AB                  | 56° 25′ 27″ N, 110° 57′ 52″ O |
| Arichat (St. Anne Ladies Auxiliary Hospital)                            | CDT3        | Privé     | St. Anne Ladies Auxiliary                                              | Arichat                             | NÉ                  | 45° 30′ 41″ N, 61° 02′ 01″ O  |
| Armstrong                                                               | CPE9        | Privé     | Ministère des Richesses naturelles Ontario Ministry of Health (en)     | Armstrong                           | ON                  | 50° 18′ 24″ N, 89° 01′ 48″ O  |
| Atikokan (General Hospital)                                             | CKF3        | Privé     | Atikokan General Hospital                                              | Atikokan (en)                       | ON                  | 48° 45′ 00″ N, 91° 36′ 00″ O  |
| Baie-Comeau/Héli-Manicouagan                                            | CSN9        | Privé     | Héli-Manicouagan Inc.                                                  | Baie-Comeau                         | QC                  | 49° 11′ 56″ N, 68° 17′ 07″ O  |
| Baie-Saint-Paul                                                         | CTD4        | Public    | Compagnie Tremblay Ltée                                                | Baie-Saint-Paul                     | QC                  | 47° 26′ 36″ N, 70° 30′ 59″ O  |
| Bancroft (North Hastings District Hospital)                             | CPB7        | Privé     | North Hastings District Hospital                                       | Bancroft                            | ON                  | 45° 04′ 17″ N, 77° 52′ 44″ O  |
| Banff (Park Compound)                                                   | CBP2        | Privé     | Banff Park Warden Service                                              | Banff                               | AB                  | 51° 11′ 30″ N, 115° 33′ 30″ O |
| Banff Mineral Springs (Hospital)                                        | CBM7        | Privé     | Alberta Health Services (en) - Mineral Springs Hospital                | Banff                               | AB                  | 51° 10′ 47″ N, 115° 34′ 34″ O |
| Barrhead (Healthcare Centre)                                            | CHC3        | Privé     | Barrhead Healthcare Centre                                             | Barrhead                            | AB                  | 54° 07′ 11″ N, 114° 24′ 00″ O |
| Barrie (Royal Victoria Hospital) (en)                                   | CRV2        | Privé     | Royal Victoria Hospital of Barrie                                      | Barrie                              | ON                  | 44° 24′ 52″ N, 79° 39′ 55″ O  |
| Barry's Bay (St. Francis Memorial Hospital)                             | CPV6        | Privé     | St. Francis Memorial Hospital                                          | Barry's Bay (en)                    | ON                  | 45° 28′ 56″ N, 77° 41′ 39″ O  |
| Bassano (Health Centre)                                                 | CBL4        | Public    | Bassano Health Centre                                                  | Bassano                             | AB                  | 50° 47′ 25″ N, 112° 27′ 39″ O |
| Beamsville/Panterra                                                     | CBE3        | Public    | Panterra Helicopter Support Ltd.                                       | Beamsville                          | ON                  | 43° 11′ 11″ N, 79° 28′ 29″ O  |
| Beardmore (Health Centre)                                               | CPY3        | Privé     | Township of Beardmore                                                  | n                                   | ON                  | 49° 36′ 31″ N, 87° 57′ 11″ O  |
| Bécancour                                                               | CSV3        | Privé     | Société du Parc industriel et portuaire de Bécancour                   | Bécancour                           | QC                  | 46° 21′ 54″ N, 72° 23′ 46″ O  |
| Beddis Beach                                                            | CBB4        | Privé     | Pat and Rosemarie Keough                                               | Beddis Beach, Strait of Georgia     | CB                  | 48° 48′ 00″ N, 123° 25′ 25″ O |
| Belleville (QHC)                                                        | CBV5        | Privé     |                                                                        | Belleville                          | ON                  | 44° 10′ 02″ N, 77° 21′ 01″ O  |
| Black Diamond (Oilfields General Hospital)                              | CFL3        | Privé     | Alberta Health Services (en)                                           | Black Diamond                       | AB                  | 50° 40′ 44″ N, 114° 14′ 03″ O |
| Blairmore (Crowsnest Pass Hospital)                                     | CBS9        | Privé     | Chinook Health Region (en)                                             | Blairmore                           | AB                  | 49° 36′ 58″ N, 114° 27′ 26″ O |
| Blairmore (Forestry)                                                    | CEK4        | Privé     | Alberta Sustainable Resource Development, Forest Division              | Blairmore                           | AB                  | 49° 36′ 31″ N, 114° 27′ 05″ O |
| Bolton                                                                  | CNB2        | Privé     | National Helicopter Inc.                                               | Bolton                              | ON                  | 43° 51′ 02″ N, 79° 41′ 44″ O  |
| Bonnyville Health Centre                                                | CBN2        | Privé     | Bonnyville Health Centre                                               | Bonnyville                          | AB                  | 54° 15′ 51″ N, 110° 44′ 26″ O |
| Borden                                                                  | CYBN (YBN)  | Privé     |                                                                        | Borden                              | ON                  | 44° 16′ 12″ N, 79° 54′ 45″ O  |
| Bowmanville (Memorial Hospital) (en)                                    | CPL7        | Privé     | Bowmanvill Memorial Hospital                                           | Bowmanville                         | ON                  | 43° 54′ 29″ N, 78° 40′ 50″ O  |
| Boyle (Healthcare Centre)                                               | CHJ4        | Privé     | Aspen Regional Health Authority (en)                                   | Boyle                               | AB                  | 54° 35′ 19″ N, 112° 48′ 12″ O |
| Bracebridge (South Muskoka Memorial Hospital)                           | CPL2        | Privé     | South Muskoka Memorial Hospital                                        | Bracebridge                         | ON                  | 45° 03′ 00″ N, 79° 19′ 00″ O  |
| Brampton (National "D")                                                 | CPC4        | Privé     | National Helicopter Inc.                                               | Brampton                            | ON                  | 43° 50′ 00″ N, 79° 42′ 03″ O  |
| Bridgewater (South Shore Regional Hospital)                             | CDT6        | Privé     | South Shore Regional Hospital                                          | Bridgewater                         | NÉ                  | 44° 22′ 56″ N, 64° 30′ 35″ O  |
| Brockville (médical)                                                    | CPH8        | Privé     |                                                                        | Brockville                          | ON                  | 44° 36′ 19″ N, 75° 40′ 47″ O  |
| Brooks (General Hospital)                                               | CFV8        | Privé     | Brooks General Hospital                                                | Brooks                              | AB                  | 50° 34′ 07″ N, 111° 53′ 18″ O |
| Burgeo (Calder Health Care Corp)                                        | CBC9        | Privé     | Calder Health Care Corporation                                         | Burgeo                              | TNL                 | 47° 36′ 47″ N, 57° 37′ 24″ O  |
| Cabri (Fire Centre)                                                     | CJJ5        | Privé     |                                                                        | Cabri                               | SK                  | 50° 37′ 09″ N, 108° 27′ 57″ O |
| Calgary (Bow Crow)                                                      | CEP2        | Privé     | Sustainable Resource Development, Forest Protection Division           | Calgary                             | AB                  | 51° 06′ 10″ N, 114° 12′ 52″ O |
| Calgary Centre Peter Lougheed                                           | CLC3        | Privé     |                                                                        | Calgary                             | AB                  | 51° 04′ 41″ N, 113° 59′ 10″ O |
| Calgary (City/Bow River)                                                | CEL2        | Privé     | City of Calgary                                                        | Calgary                             | AB                  | 51° 03′ 10″ N, 114° 04′ 44″ O |
| Calgary (Eastlake)                                                      | CEL9        | Privé     | Al Morrison                                                            | Calgary                             | AB                  | 50° 57′ 18″ N, 113° 58′ 22″ O |
| Calgary/South Health Campus (Hosp)                                      | CSH3        | Privé     |                                                                        | Calgary                             | AB                  | 50° 52′ 58″ N, 113° 57′ 07″ O |
| Calgary (Westport)                                                      | CFQ2        | Public    | Héliport Calgary (Westport)                                            | Calgary                             | AB                  | 51° 02′ 12″ N, 114° 11′ 44″ O |
| Calgary (Foothills Hospital) (en)                                       | CFP3        | Privé     | Alberta Health Services (en)                                           | Calgary                             | AB                  | 51° 03′ 56″ N, 114° 08′ 00″ O |
| Calgary (Rockyview Hospital) (en)                                       | CEM2        | Privé     | Rockyview Hospital                                                     | Calgary                             | AB                  | 50° 59′ 18″ N, 114° 05′ 53″ O |
| Calgary/Blue Con                                                        | CBC6        | Privé     | Matt Haasen                                                            | Calgary                             | AB                  | 50° 59′ 49″ N, 113° 53′ 38″ O |
| Calgary/K. Coffey Residence                                             | CKC4        | Privé     |                                                                        | Calgary                             | AB                  | 51° 09′ 55″ N, 114° 18′ 53″ O |
| Campbell River (Campbell River & District General Hospital)             | CAT6        | Privé     | Campbell River Hospital                                                | Campbell River                      | CB                  | 50° 00′ 32″ N, 125° 14′ 33″ O |
| Campbell River (E & B Helicopters)                                      | CCR6        | Privé     | E & B Helicopters Ltd.                                                 | Campbell River                      | CB                  | 50° 02′ 30″ N, 125° 16′ 30″ O |
| Camrose/St. Mary's Hospital                                             | CMR6        | Privé     | FM&E Covenant Health (en)                                              | Camrose                             | AB                  | 53° 00′ 54″ N, 112° 49′ 49″ O |
| Canmore (Hospital)                                                      | CCH3        | Privé     | Calgary Health Region (en)                                             | Canmore                             | AB                  | 51° 05′ 33″ N, 115° 20′ 58″ O |
| Canmore Municipal                                                       | CEW9        | Public    | Canmore (Alpine) Heliport                                              | Canmore                             | AB                  | 51° 04′ 40″ N, 115° 20′ 18″ O |
| Canso (Eastern Memorial Hospital)                                       | CCE5        | Privé     | Town of Canso                                                          | Canso                               | NÉ                  | 45° 19′ 58″ N, 60° 58′ 53″ O  |
| Carleton Place (District Memorial Hospital)                             | CPN7        | Privé     | Carlton Place & District Memorial Hospital                             | Carleton Place                      | ON                  | 45° 08′ 32″ N, 76° 08′ 16″ O  |
| Castlegar (Tarrys Convention Centre)                                    | CCT3        | Privé     | Tarrys Convention Centre                                               | Castlegar                           | CB                  | 49° 23′ 10″ N, 117° 33′ 09″ O |
| Castor (Our Lady of the Rosary Hospital)                                | CCR7        | Privé     | FM&E Covenant Health (en)                                              | Castor                              | AB                  | 52° 13′ 24″ N, 111° 54′ 24″ O |
| CFB Borden                                                              | CYBN (YBN)  | Militaire | Ministère de la Défense nationale                                      | CFB Borden                          | ON                  | 44° 16′ 18″ N, 79° 54′ 45″ O  |
| CFB Shearwater                                                          | CYAW (YAW)  | Militaire | Ministère de la Défense nationale                                      | Shearwater                          | NÉ                  | 44° 38′ 14″ N, 63° 30′ 08″ O  |
| Charlottetown (Queen Elizabeth Hospital)                                | CDV3        | Privé     | Queen Elizabeth Hospital                                               | Charlottetown                       | ÎPÉ                 | 46° 15′ 20″ N, 63° 05′ 56″ O  |
| Chatham (Public General Hospital)                                       | CPG8        | Privé     | Chatham (Public General Hospital)                                      | Chatham                             | ON                  | 42° 24′ 13″ N, 82° 11′ 36″ O  |
| Chibougamau                                                             | CSB4        | Public    | Canadian Helicopters Inc (en)                                          | Chibougamau                         | QC                  | 49° 54′ 00″ N, 74° 23′ 00″ O  |
| Chibougamau (Hydro-Québec)                                              | CSE2        | Privé     | Hydro-Québec                                                           | Chibougamau                         | QC                  | 49° 53′ 16″ N, 74° 24′ 01″ O  |
| Chicoutimi (C. H. de Chicoutimi)                                        | CCS7        | Privé     | Hôpitale de Chicoutimi                                                 | Chicoutimi                          | QC                  | 48° 25′ 33″ N, 71° 02′ 52″ O  |
| Churchill (Hudson Bay Helicopters)                                      | CHB2        | Privé     | Hudson Bay Helicopters                                                 | Churchill                           | MB                  | 58° 46′ 00″ N, 94° 10′ 04″ O  |
| Claresholm (General Hospital)                                           | CFV7        | Privé     | Alberta Health Services (en)                                           | Claresholm                          | AB                  | 50° 01′ 06″ N, 113° 34′ 59″ O |
| Cline River                                                             | CCR5        | Public    | Icefield Heli Tours                                                    | Cline River                         | AB                  | 52° 10′ 44″ N, 116° 28′ 45″ O |
| Cobourg (Northumberland Hills Hospital)                                 | CNB4        | Privé     | Northumberland Hills Hospital                                          | Cobourg                             | ON                  | 43° 58′ 38″ N, 78° 12′ 00″ O  |
| Collingwood/Alta                                                        | CWD2        | Privé     |                                                                        | Collingwood                         | ON                  | 44° 31′ 46″ N, 80° 21′ 15″ O  |
| Collingwood (General and Marine Hospital)                               | CPP2        | Privé     | Collingwood General and Marine Hospital                                | Collingwood                         | ON                  | 44° 29′ 59″ N, 80° 12′ 12″ O  |
| Comox (St. Joseph's Hospital)                                           | CBV8        | Privé     | St. Joseph's Hospital                                                  | Comox                               | CB                  | 49° 40′ 30″ N, 124° 56′ 29″ O |
| Consort (Health Centre)                                                 | CCS2        | Privé     | FM&E AHS (en)                                                          | Consort                             | AB                  | 52° 00′ 04″ N, 110° 46′ 51″ O |
| Cornwall (Community Hospital McConnell Site)                            | CPS6        | Privé     | Community Hospital McConnell Site                                      | Cornwall                            | ON                  | 45° 01′ 52″ N, 74° 43′ 04″ O  |
| Coronation (Health Centre)                                              | CRH2        | Privé     | FM&E AHS (en)                                                          | Coronation                          | AB                  | 52° 05′ 46″ N, 111° 27′ 34″ O |
| Cortes Island                                                           | CBL7        | Privé     | Cortes Island Fire Department                                          | Cortes Island                       | CB                  | 50° 03′ 31″ N, 124° 58′ 54″ O |
| Cranbrook (East Kootenay Regional Hospital)                             | CAE2        | Privé     | East Kootenay Regional Hospital                                        | Cranbrook                           | CB                  | 49° 30′ 45″ N, 115° 45′ 00″ O |
| Daysland Health Centre                                                  | CDL3        | Privé     | FM&E AHS (en)                                                          | Daysland                            | AB                  | 52° 52′ 08″ N, 112° 16′ 23″ O |
| De Winton (Highwood)                                                    | CED6        | Privé     | 418682 Alberta Ltd.                                                    | De Winton                           | AB                  | 50° 48′ 11″ N, 113° 53′ 34″ O |
| Digby (General Hospital)                                                | CDG2        | Privé     | Digby General Hospital                                                 | Digby                               | NÉ                  | 44° 36′ 58″ N, 65° 45′ 43″ O  |
| Dolbeau-Mistassini/Potvin Heli-Base                                     | CPH4        | Privé     | R. Potvin                                                              | Dolbeau-Mistassini                  | QC                  | 48° 55′ 51″ N, 72° 12′ 18″ O  |
| Drayton Valley (Health Centre)                                          | CFV9        | Privé     | Drayton Valley Health Centre                                           | Drayton Valley                      | AB                  | 53° 12′ 42″ N, 114° 58′ 14″ O |
| Drumheller (Health Centre)                                              | CDH2        | Privé     | FM&E AHS (en)                                                          | Drumheller                          | AB                  | 51° 28′ 09″ N, 112° 43′ 42″ O |
| Dryden Best Western                                                     | CKV3        | Privé     | Best Western Motor Inn                                                 | Dryden                              | ON                  | 49° 47′ 00″ N, 92° 50′ 00″ O  |
| Duncan (Cowichan District Hospital)                                     | CDH4        | Privé     | Cowichan District Hospital                                             | Duncan                              | CB                  | 48° 47′ 10″ N, 123° 43′ 17″ O |
| Dunnville (Haldimand War Memorial Hospital)                             | CPA9        | Privé     | Haldimand War Memorial Hospital                                        | Dunnville (en)                      | ON                  | 42° 54′ 50″ N, 79° 37′ 41″ O  |
| Durham (Memorial Hospital)                                              | CPD3        | Privé     | Durham Memorial Hospital                                               | Durham (en)                         | ON                  | 44° 11′ 00″ N, 80° 50′ 00″ O  |
| Edmonton (Royal Alexandra Hospital) (en)                                | CFH7        | Privé     | Royal Alexandra Hospital                                               | Edmonton                            | AB                  | 53° 33′ 29″ N, 113° 29′ 46″ O |
| Edmonton/Eastport                                                       | CEP8        | Privé     | Ross Harris                                                            | Sherwood Park                       | AB                  | 53° 30′ 18″ N, 113° 19′ 56″ O |
| Edmonton/Grey Nuns Community Hospital (en)                              | CES8        | Privé     | Covenant Health (en)                                                   | Edmonton                            | AB                  | 53° 27′ 44″ N, 113° 25′ 40″ O |
| Edmonton/Kelsonae                                                       | CSG6        | Privé     | Sunwapta Helicopters                                                   | Edmonton                            | AB                  | 53° 21′ 58″ N, 113° 50′ 16″ O |
| Edmonton/Leduc                                                          | CLD2        | Public    | City of Leduc                                                          | Leduc                               | AB                  | 53° 15′ 11″ N, 113° 32′ 34″ O |
| Edmonton/Misericordia (Community Hospital) (en)                         | CMC2        | Privé     | Covenant Health (en)                                                   | Edmonton                            | AB                  | 53° 31′ 13″ N, 113° 36′ 39″ O |
| Edmonton/Namao (CFB Edmonton)                                           | CYED (YED)  | Militaire | 408 OPS Ministère de la Défense nationale                              | Edmonton                            | AB                  | 53° 40′ 09″ N, 113° 28′ 32″ O |
| Edmonton/St. Albert (Delta Helicopters)                                 | CES3        | Privé     | Delta Helicopters Ltd                                                  | St. Albert                          | AB                  | 53° 41′ 15″ N, 113° 41′ 14″ O |
| Edmonton/Sturgeon Community Hospital                                    | CSA3        | Privé     | Alberta Health Services (en)                                           | Edmonton                            | AB                  | 53° 39′ 16″ N, 113° 37′ 38″ O |
| Edmonton/University of Alberta (Stollery Children's Hospital) (en)      | CEW7        | Privé     | University of Alberta Hospital                                         | Edmonton                            | AB                  | 53° 31′ 14″ N, 113° 31′ 29″ O |
| Edmundston (Regional Hospital)                                          | CCY5        | Privé     | Edmundston Regional Hospital                                           | Edmundston                          | NB                  | 47° 22′ 35″ N, 68° 18′ 43″ O  |
| Elk Point (Healthcare Centre)                                           | CEP7        | Privé     | Elk Point Health Centre                                                | Elk Point                           | AB                  | 53° 53′ 54″ N, 110° 54′ 29″ O |
| Englehart (District Hospital)                                           | CNS3        | Privé     | Englehart and District Hospital                                        | Englehart                           | ON                  | 47° 49′ 23″ N, 79° 52′ 49″ O  |
| Fergus (Groves Memorial Community Hospital)                             | CPB2        | Privé     | Groves Memorial Community Hospital                                     | Fergus (en)                         | ON                  | 43° 43′ 18″ N, 80° 22′ 32″ O  |
| Fermont                                                                 | CSD5        | Privé     | Heli Fermont Enr.                                                      | Fermont                             | QC                  | 52° 48′ 22″ N, 67° 06′ 08″ O  |
| Fernie (Elk Valley Hospital)                                            | CBP3        | Public    | Fernie Hospital                                                        | Fernie                              | CB                  | 49° 30′ 00″ N, 115° 04′ 00″ O |
| Fort Erie (Eurocopter Canada)                                           | CPG3        | Privé     | Eurocopter Canada                                                      | Fort Erie                           | ON                  | 42° 55′ 16″ N, 78° 57′ 21″ O  |
| Fort Macleod (Hospital)                                                 | CFM9        | Privé     | Chinook Health Region (en)                                             | Fort Macleod                        | AB                  | 49° 43′ 32″ N, 113° 23′ 32″ O |
| Fort Nelson (Guardian)                                                  | CFN8        | Public    | Héliport Fort Nelson (Guardian)                                        | Fort Nelson                         | BC                  | 52° 22′ 44″ N, 113° 49′ 21″ O |
| Fort Saskatchewan (General Hospital) (en)                               | CSV4        | Privé     | Fort Saskatchewan Health Centre                                        | Fort Saskatchewan                   | AB                  | 53° 42′ 13″ N, 113° 13′ 24″ O |
| Fort Simpson/(Great Slave No. 1)                                        | CFS2        | Privé     | Great Slave Helicopters                                                | Fort Simpson                        | NT                  | 61° 50′ 18″ N, 121° 19′ 35″ O |
| Fort Simpson/(Great Slave No. 2)                                        | CFD8        | Public    | Great Slave Helicopters                                                | Fort Simpson                        | NT                  | 61° 50′ 12″ N, 121° 19′ 30″ O |
| Fort Smith (District)                                                   | CEC5        | Privé     | Department of Environment & Natural Resources                          | Fort Smith                          | NT                  | 60° 00′ 11″ N, 111° 54′ 34″ O |
| Fort St. John (Hospital)                                                | CFJ7        | Privé     | North Peace Health Council                                             | Fort St. John                       | CB                  | 56° 14′ 48″ N, 120° 50′ 33″ O |
| Fort Vermilion/Country Gardens B&B                                      | CKV9        | Public    | Daryl & Marg Zielsdorf                                                 | Fort Vermilion                      | AB                  | 58° 21′ 02″ N, 115° 56′ 57″ O |
| Frank Channel (Forestry)                                                | CFB2        | Privé     | Department of Environment & Natural Resources                          | Frank Channel                       | NT                  | 62° 47′ 10″ N, 115° 56′ 45″ O |
| Fredericton (RCMP)                                                      | CRC2        | Privé     | Gendarmerie royale du Canada                                           | Fredericton                         | NB                  | 45° 55′ 54″ N, 66° 40′ 00″ O  |
| Gagetown (CFB Gagetown)                                                 | CYCX (YCX)  | Militaire | Ministère de la Défense nationale                                      | Oromocto                            | NB                  | 45° 50′ 16″ N, 66° 26′ 12″ O  |
| Galore Creek                                                            | CGC2        | Privé     | Novagold Canada Inc., Aviation Department (en)                         | Galore Creek                        | CB                  | 57° 07′ 24″ N, 131° 27′ 09″ O |
| Gander (James Paton Memorial Regional Health Centre)                    | CGH2        | Privé     | James Paton Memorial Regional Health Centre                            | Gander                              | TNL                 | 48° 57′ 19″ N, 54° 37′ 38″ O  |
| Ganges (Hospital)                                                       | CAL7        | Privé     | Lady Minto Gulf Island Hospital Administrator                          | Ganges (en)                         | CB                  | 48° 51′ 46″ N, 123° 30′ 33″ O |
| Georgetown (Georgetown & District Hospital) (en)                        | CNZ6        | Privé     | Georgetown & District Hospital                                         | Georgetown                          | ON                  | 43° 38′ 40″ N, 79° 56′ 04″ O  |
| Geraldton (District Hospital)                                           | CPJ4        | Privé     | Geraldton District Hospital                                            | Geraldton                           | ON                  | 49° 43′ 26″ N, 86° 57′ 25″ O  |
| Gold River (E & B Helicopters)                                          | CGR2        | Public    | E & B Helicopters Ltd.                                                 | Gold River                          | CB                  | 49° 45′ 11″ N, 126° 03′ 19″ O |
| Golden (Canadian Helicopters)                                           | CGN2        | Privé     | Canadian Helicopters Western (en)                                      | Golden                              | CB                  | 51° 18′ 11″ N, 116° 58′ 54″ O |
| Golden (Golden & District General Hospital)                             | CBT5        | Privé     | Golden & District Hospital                                             | Golden                              | CB                  | 51° 17′ 49″ N, 116° 58′ 01″ O |
| Granby/Artopex Plus                                                     | CTR4        | Privé     | Le groupe Pro Plus Inc.                                                | Granby                              | QC                  | 45° 23′ 27″ N, 72° 45′ 58″ O  |
| Grand Falls-Windsor                                                     | CFW8        | Public    | Town of Grand Falls-Windsor                                            | Grand Falls-Windsor                 | TNL                 | 48° 55′ 29″ N, 55° 38′ 50″ O  |
| Grande Prairie (Forestry)                                               | CEZ9        | Privé     | Department of Environment Land & Forest Service                        | Grande Prairie                      | AB                  | 55° 09′ 13″ N, 118° 49′ 24″ O |
| Grande Prairie (Queen Elizabeth II Hospital)                            | CGP2        | Privé     | Queen Elizabeth II Hospital                                            | Grande Prairie                      | AB                  | 55° 10′ 34″ N, 118° 47′ 16″ O |
| Gun Lake                                                                | CGL5        | Privé     | Blackcomb Aviation (en)                                                | Gun Lakes (en)                      | CB                  | 50° 53′ 23″ N, 122° 50′ 48″ O |
| Hagersville (West Haldimand General Hospital)                           | CPA6        | Privé     | Hagersville West Haldimand General Hospital                            | Hagersville (en)                    | ON                  | 42° 57′ 30″ N, 80° 02′ 36″ O  |
| Haliburton (Hospital)                                                   | CNF2        | Privé     | Haliburton Hospital                                                    | Haliburton                          | ON                  | 45° 02′ 17″ N, 78° 31′ 49″ O  |
| Halifax (IWK Health Centre) (en)                                        | CIW2        | Privé     | IWK Health Centre                                                      | Halifax                             | NÉ                  | 44° 38′ 14″ N, 63° 35′ 04″ O  |
| Halifax (Queen Elizabeth II Health Science Centre) (en)                 | CHQE        | Privé     | Queen Elizabeth II Health Science Centre                               | Halifax                             | NÉ                  | 44° 38′ 45″ N, 63° 35′ 12″ O  |
| Halifax (South End)                                                     | CHS7        | Privé     | Halifax Port Authority                                                 | Halifax                             | NÉ                  | 44° 37′ 32″ N, 63° 33′ 48″ O  |
| Halifax (Windsor Park)                                                  | CYP2        | Militaire | Ministère de la Défense nationale                                      | Halifax                             | NÉ                  | 44° 39′ 26″ N, 63° 36′ 42″ O  |
| Hamilton (Chedoke-McMaster Hospital) (en)                               | CPJ3        | Privé     | Chedoke-McMaster Hospital (en)                                         | Hamilton                            | ON                  | 43° 16′ 00″ N, 79° 56′ 00″ O  |
| Hamilton (General Hospital) (en)                                        | CPK3        | Privé     | Hamilton General Hospital (en)                                         | Hamilton                            | ON                  | 43° 15′ 43″ N, 79° 51′ 17″ O  |
| Hanna (District Ambulance)                                              | CHD3        | Privé     | David Thompson Health Region (en)                                      | Hanna                               | AB                  | 51° 39′ 03″ N, 111° 55′ 43″ O |
| Hanover (District Hospital)                                             | CNZ7        | Privé     | Hanover District Hospital                                              | Hanover                             | ON                  | 44° 08′ 27″ N, 81° 01′ 45″ O  |
| Hardisty (Health Centre)                                                | CHD2        | Privé     | FM&E AHS (en)                                                          | Hardisty                            | AB                  | 52° 40′ 08″ N, 111° 18′ 25″ O |
| Harrington Harbour                                                      | CTH5        | Public    | Gouvernement du Québec                                                 | Côte-Nord-du-Golfe-du-Saint-Laurent | QC                  | 50° 29′ 46″ N, 59° 28′ 50″ O  |
| Hay River (District)                                                    | CET5        | Privé     | Department of Environment and Natural Resources                        | Hay River                           | NT                  | 60° 47′ 04″ N, 115° 49′ 33″ O |
| Hespero/Safron Residence                                                | CTS6        | Privé     |                                                                        | Condor                              | AB                  | 52° 16′ 49″ N, 114° 25′ 40″ O |
| High River (Hospital)                                                   | CHR2        | Privé     | Alberta Health Services (en)                                           | High River                          | AB                  | 50° 34′ 34″ N, 113° 52′ 46″ O |
| Huntsville (Memorial District Hospital)                                 | CPC9        | Privé     | Huntsville Memorial District Hospital                                  | Huntsville                          | ON                  | 45° 20′ 25″ N, 79° 12′ 23″ O  |
| Ignace                                                                  | JN3         | Privé     | Ontario Ministry of Natural Resources                                  | Ignace                              | ON                  | 49° 24′ 23″ N, 91° 38′ 05″ O  |
| Innisfail (Hospital)                                                    | CSF2        | Public    | Town of Innisfail                                                      | Innisfail                           | AB                  | 52° 01′ 10″ N, 113° 57′ 13″ O |
| Invermere (District Hosp)                                               | CIV2        | Privé     |                                                                        | Invermere                           | BC                  | 50° 30′ 26″ N, 116° 01′ 57″ O |
| Inverness (Consolidated Memorial Hospital)                              | CNV2        | Privé     | Inverness Consolidated Memorial Hospital                               | Inverness                           | NÉ                  | 46° 11′ 58″ N, 61° 17′ 29″ O  |
| Kamloops (Royal Inland Hospital)                                        | CBC4        | Privé     | Royal Inland Hospital                                                  | Kamloops                            | CB                  | 50° 40′ 08″ N, 120° 19′ 56″ O |
| Kananaskis Village Helistop                                             | CFE7        | Public    | Alberta Tourism, Parks and Recreation                                  | Kananaskis Village                  | AB                  | 50° 55′ 22″ N, 115° 08′ 37″ O |
| Kananaskis/Nakoda                                                       | CNK7        | Public    | Kananaskis Heli Tours                                                  | Kananaskis                          | AB                  | 51° 06′ 12″ N, 115° 00′ 44″ O |
| Kapuskasing (Sensenbrenner Hospital)                                    | CKP7        | Privé     | Sensenbrenner Hospital                                                 | Kapuskasing                         | ON                  | 49° 25′ 30″ N, 82° 25′ 37″ O  |
| Kelowna (Alpine)                                                        | CAB7        | Privé     | Alpine Helicopters Ltd.                                                | Kelowna                             | CB                  | 49° 52′ 00″ N, 119° 34′ 00″ O |
| Kelowna (Hôpital Gen)                                                   | CKH9        | Privé     |                                                                        | Kelowna                             | CB                  | 49° 52′ 27″ N, 119° 29′ 33″ O |
| Kelowna (Wildcat Helicopters)                                           | CWC2        | Privé     | Wildcat Helicopters Inc.                                               | Kelowna                             | CB                  | 49° 52′ 02″ N, 119° 34′ 46″ O |
| Kemano                                                                  | CBZ2        | Privé     | Alcan Inc.                                                             | Kemano                              | CB                  | 53° 34′ 00″ N, 127° 57′ 00″ O |
| Kenora (Lake Of The Woods District Hospital)                            | CJG6        | Privé     | Lake Of The Woods District Hospital                                    | Kenora                              | ON                  | 49° 46′ 07″ N, 94° 29′ 56″ O  |
| Centre d'entraînement de la 5e Division du Canada détachement Aldershot | CKM9        | Militaire | Ministère de la Défense nationale                                      | Kentville                           | NÉ                  | 45° 05′ 39″ N, 64° 30′ 32″ O  |
| Kentville (Valley Regional Hospital)                                    | CKV8        | Privé     | Valley Regional Hospital                                               | Kentville                           | NÉ                  | 45° 04′ 54″ N, 64° 30′ 00″ O  |
| Killam (Health Centre)                                                  | CKH5        | Privé     | FM&E Covenant Health (en)                                              | Killam                              | AB                  | 52° 47′ 15″ N, 111° 51′ 35″ O |
| Kincardine (South Bruce Grey Health Centre)                             | CPU2        | Privé     | Kincardine South Bruce Grey Health Centre                              | Kincardine                          | ON                  | 44° 11′ 15″ N, 81° 37′ 28″ O  |
| Kingston (General Hospital)                                             | CPJ7        | Privé     | General Hospital                                                       | Kingston                            | ON                  | 44° 13′ 20″ N, 76° 29′ 34″ O  |
| Kitchener-Waterloo (Grand River Hospital) (en)                          | CNK9        | Privé     | Kitchener-Waterloo Hospital                                            | Regional Municipality of Waterloo   | ON                  | 43° 27′ 10″ N, 80° 30′ 13″ O  |
| La Ronge                                                                | CJX3        | Public    | Saskatchewan Ministry of Environment Wildfire Management               | La Ronge                            | SK                  | 55° 06′ 53″ N, 105° 17′ 43″ O |
| La Sarre                                                                | CSL2        | Privé     | Les Hélicoptères Abitibi Ltée                                          | La Sarre                            | QC                  | 48° 48′ 31″ N, 79° 15′ 06″ O  |
| Lacombe (Mustang Helicopters)                                           | CMH3        | Privé     | Mustang Helicopters Inc                                                | Lacombe                             | AB                  | 52° 22′ 44″ N, 113° 49′ 21″ O |
| Lamont (Health Care Centre)                                             | CLM4        | Privé     | FM&E AHS (en)                                                          | Lamont                              | AB                  | 53° 45′ 49″ N, 112° 45′ 15″ O |
| Langley (Russell Farm)                                                  | CRF2        | Public    | Dean Russell                                                           | Langley                             | CB                  | 49° 00′ 39″ N, 122° 40′ 19″ O |
| Lillooet (CC Helicopters 2011)                                          | CBP5        | Privé     | CC Helicopters 2011 Ltd.                                               | Lillooet                            | CB                  | 50° 41′ 11″ N, 121° 55′ 35″ O |
| Little Current (Manitoulin Health Centre)                               | CNT4        | Privé     | Manitoulin Health Centre                                               | Little Current (en)                 | ON                  | 45° 58′ 41″ N, 81° 55′ 35″ O  |
| Little Parker Island                                                    | CBK9        | Privé     | J. Bickerstaff                                                         | Little Parker Island                | CB                  | 48° 53′ 47″ N, 123° 25′ 06″ O |
| Liverpool (Queens General Hospital)                                     | CLQ2        | Privé     | Queens General Hospital                                                | Liverpool                           | NÉ                  | 44° 02′ 19″ N, 64° 42′ 19″ O  |
| London (University Hospital) (en)                                       | CPR4        | Privé     | London University Hospital                                             | London                              | ON                  | 43° 00′ 47″ N, 81° 16′ 28″ O  |
| London (Victoria Hospital) (en)                                         | CPW2        | Privé     | Victoria Hospital Corp.                                                | London                              | ON                  | 42° 57′ 33″ N, 81° 13′ 32″ O  |
| Long Pond                                                               | CCX2        | Privé     | Cougar Helicopters Inc. (en)                                           | Foxtrap                             | TNL                 | 47° 30′ 58″ N, 52° 58′ 51″ O  |
| Madrona Bay                                                             | CBW9        | Privé     | I. Levin                                                               | Madrona Bay, Gulf Islands           | CB                  | 48° 51′ 21″ N, 123° 29′ 08″ O |
| Manitouwadge (General Hospital)                                         | CPU4        | Privé     | Manitouwadge General Hospital                                          | Manitouwadge (en)                   | ON                  | 49° 07′ 20″ N, 85° 49′ 20″ O  |
| Marathon (Wilson Memorial Hospital)                                     | CPX2        | Privé     | Wilson Memorial Hospital                                               | Marathon                            | ON                  | 48° 43′ 07″ N, 86° 22′ 29″ O  |
| Markdale (Centre Grey General Hospital)                                 | CPD9        | Privé     | Centre Grey General Hospital                                           | Markdale (en)                       | ON                  | 44° 18′ 54″ N, 80° 39′ 29″ O  |
| Mayerthorpe (Healthcare Centre)                                         | CMC3        | Privé     | Mayerthorpe Healthcare Centre                                          | Mayerthorpe                         | AB                  | 53° 56′ 54″ N, 115° 07′ 54″ O |
| Mayne Island (Medical Emergency)                                        | CBF5        | Privé     | Mayne Island Fire Department                                           | Mayne Island                        | CB                  | 48° 50′ 48″ N, 123° 17′ 03″ O |
| Meaford (General Hospital)                                              | CPA7        | Privé     | Meaford General Hospital                                               | Meaford (en)                        | ON                  | 44° 36′ 25″ N, 80° 35′ 56″ O  |
| Middleton (Soldiers Memorial Hospital)                                  | CMS2        | Privé     | Soldiers Memorial Hospital                                             | Middleton                           | NÉ                  | 44° 56′ 48″ N, 65° 03′ 34″ O  |
| Midland (Huronia District Hospital)                                     | CPW6        | Privé     | Huronia District Hospital                                              | Midland                             | ON                  | 44° 44′ 30″ N, 79° 54′ 52″ O  |
| Milton (AFI)                                                            | CMH2        | Privé     | AFI Group International Inc.                                           | Milton                              | ON                  | 43° 31′ 56″ N, 79° 54′ 10″ O  |
| Mindemoya (Hospital)                                                    | CNW4        | Privé     | Mindemoya Hospital                                                     | Mindemoya (en)                      | ON                  | 45° 44′ 20″ N, 82° 10′ 00″ O  |
| Minden (Hospital)                                                       | CMI2        | Privé     | Minden Hospital                                                        | Minden Hills (en)                   | ON                  | 44° 55′ 29″ N, 78° 43′ 46″ O  |
| Moncton/Sailsbury                                                       | CDB5        | Public    | Irving Oil                                                             | Moncton                             | NB                  | 46° 02′ 58″ N, 65° 03′ 45″ O  |
| Mont-Tremblant/Saint-Jovite Héli-Tremblant                              | CHT3        | Privé     | Héli-Tremblant                                                         | Saint-Jovite                        | QC                  | 46° 06′ 51″ N, 74° 32′ 29″ O  |
| Montréal (Bell)                                                         | CSW5        | Privé     | Bell Helicopter Textron                                                | Montréal                            | QC                  | 45° 41′ 06″ N, 73° 55′ 52″ O  |
| Montréal East (AIM)                                                     | CSH9        | Privé     | American Iron & Metal Inc.                                             | Montréal                            | QC                  | 45° 38′ 09″ N, 73° 33′ 44″ O  |
| Montréal/Kruger                                                         | CSN2        | Privé     | Kruger Inc.                                                            | Montréal                            | QC                  | 45° 30′ 25″ N, 73° 38′ 09″ O  |
| Montréal/Laval (Artopex Plus)                                           | CLP2        | Privé     | Groupe Pro Plus Inc.                                                   | Montréal                            | QC                  | 45° 34′ 43″ N, 73° 45′ 00″ O  |
| Montréal/Les Cèdres                                                     | CSH6        | Privé     | Canadian Helicopters Limited (en)                                      | Montréal                            | QC                  | 45° 21′ 00″ N, 74° 05′ 00″ O  |
| Montréal/Marina Venise                                                  | CST2        | Privé     | M. Delisle                                                             | Montréal                            | QC                  | 45° 37′ 57″ N, 73° 46′ 44″ O  |
| Montréal/Point Zero                                                     | CPZ6        | Privé     | Point Zero                                                             | Montréal                            | QC                  | 45° 31′ 47″ N, 73° 39′ 27″ O  |
| Montréal/Saint-Hubert Helicraft                                         | CTG2        | Privé     | Helicraft 2000 Inc.                                                    | Montréal                            | QC                  | 45° 31′ 57″ N, 73° 24′ 42″ O  |
| Moose Factory                                                           | CPN3        | Privé     | Moose Factory Hospital                                                 | Moose Factory (en)                  | ON                  | 51° 14′ 58″ N, 80° 37′ 08″ O  |
| Mount Belcher                                                           | CMBH        | Privé     | Don Arney                                                              | Saltspring Island                   | CB                  | 48° 49′ 58″ N, 123° 30′ 19″ O |
| Mount Forest (Louise Marshall Hospital)                                 | CPA2        | Privé     | Mount Forest (Louise Marshall Hospital)                                | Mount Forest (en)                   | ON                  | 43° 58′ 27″ N, 80° 44′ 15″ O  |
| Nakusp (Arrow Lakes Hosp                                                | CAL2        | Privé     |                                                                        | Nakusp                              | CB                  | 50° 14′ 18″ N, 117° 47′ 43″ O |
| Nanaimo (Regional Hosp)                                                 | CBG5        | Privé     |                                                                        | Nanaimo                             | CB                  | 49° 11′ 09″ N, 123° 58′ 18″ O |
| Nanaimo (West Coast)                                                    | CNH9        | Privé     | West Coast Helicopters Ltd.                                            | Nanaimo                             | CB                  | 49° 11′ 06″ N, 123° 59′ 20″ O |
| Naramata                                                                | CNM6        | Privé     | Finnair Ltd                                                            | Naramata (en)                       | CB                  | 49° 36′ 10″ N, 119° 34′ 43″ O |
| New Glasgow (Aberdeen Hospital) (en)                                    | CNG2        | Privé     | Aberdeen Hospital                                                      | New Glasgow                         | NÉ                  | 45° 34′ 20″ N, 62° 38′ 39″ O  |
| New Liskeard (Temiskaming Hospital)                                     | CNV3        | Privé     | Temiskaming Hospital                                                   | New Liskeard                        | ON                  | 47° 29′ 40″ N, 79° 41′ 30″ O  |
| New Westminster (Royal Columbian Hospital) (en)                         | CNW9        | Privé     | Fraser Health Authority                                                | New Westminster                     | CB                  | 49° 13′ 35″ N, 122° 53′ 25″ O |
| Niagara Falls                                                           | CPQ3        | Privé     | Niagara Helicopters Ltd.                                               | Niagara Falls                       | ON                  | 43° 07′ 00″ N, 79° 04′ 00″ O  |
| Nicolet                                                                 | CSK9        | Militaire | Ministère de la Défense nationale                                      | Nicolet                             | QC                  | 46° 13′ 13″ N, 72° 38′ 52″ O  |
| Nipigon (District Memorial Hospital)                                    | CKE9        | Privé     | Nipigon District Memorial Hospital                                     | Nipigon (en)                        | ON                  | 49° 00′ 58″ N, 88° 16′ 44″ O  |
| Nordegg/Ahlstrom                                                        | CEG6        | Public    | Ahlstrom Air                                                           | Nordegg                             | AB                  | 52° 29′ 23″ N, 116° 03′ 08″ O |
| North Bay (North Bay Regional Health Centre)                            | CNB3        | Privé     | North Bay Regional Health Centre                                       | North Bay                           | ON                  | 46° 20′ 05″ N, 79° 29′ 45″ O  |
| Oakville (Trafalgar Memorial Hospital) (en)                             | CPE8        | Privé     | Oakville Trafalgar Memorial Hospital                                   | Oakville                            | ON                  | 43° 28′ 27″ N, 79° 40′ 18″ O  |
| Olds (Hospital)                                                         | CFU9        | Privé     | Olds Hospital & Care Centre                                            | Olds                                | AB                  | 51° 48′ 08″ N, 114° 07′ 01″ O |
| Orangeville (Headwaters Healthcare Centre)                              | CHW2        | Privé     |                                                                        | Orangeville                         | ON                  | 43° 55′ 12″ N, 80° 04′ 32″ O  |
| Orillia (Ontario Provincial Police)                                     | COP2        | Privé     | Ontario Provincial Police Helicopter Operations                        | Orillia                             | ON                  | 44° 35′ 04″ N, 79° 25′ 44″ O  |
| Ottawa (Children's Hospital)                                            | CPK7        | Privé     | Children's Hospital of Eastern Ontario                                 | Ottawa                              | ON                  | 45° 24′ 04″ N, 75° 39′ 01″ O  |
| Ottawa (Civic Hospital)                                                 | CPP7        | Privé     | Ottawa Civic Hospital                                                  | Ottawa                              | ON                  | 45° 23′ 30″ N, 75° 43′ 14″ O  |
| Ottawa/Dwyer Hill                                                       | CYDH        | Militaire | Ministère de la Défense nationale                                      | Ottawa                              | ON                  | 45° 07′ 50″ N, 75° 56′ 54″ O  |
| Ottawa (Hôpital Winchester District Memorial)                           | CWH4        | Privé     |                                                                        | Winchester                          | OB                  | 45° 05′ 17″ N, 75° 21′ 16″ O  |
| Ottawa/Gatineau (Casino)                                                | CTA9        | Privé     | Casiloc Inc.                                                           | Gatineau                            | QC                  | 45° 26′ 47″ N, 75° 43′ 35″ O  |
| Otway                                                                   | COW2        | Privé     | Yellowhead Helicopters Ltd.                                            | Prince George                       | CB                  | 53° 57′ 06″ N, 122° 49′ 54″ O |
| Owen Sound (Grey Bruce Health Services)                                 | CNK6        | Privé     | Grey Bruce Health Services (en)                                        | Owen Sound                          | ON                  | 44° 34′ 05″ N, 80° 54′ 48″ O  |
| Palmerston (District Hospital)                                          | CPA3        | Privé     | Palmerston & District Hospital                                         | Palmerston                          | ON                  | 43° 50′ 18″ N, 80° 50′ 31″ O  |
| Parry Sound Medical                                                     | CRS2        | Privé     | Parry Sound Ambulance                                                  | Parry Sound (en)                    | ON                  | 45° 20′ 30″ N, 80° 01′ 00″ O  |
| Pembroke (Regional Hospital)                                            | CNG5        | Privé     | Pembroke Regional Hospital                                             | Pembroke                            | ON                  | 45° 48′ 55″ N, 77° 06′ 28″ O  |
| Perth (Great War Memorial Hospital)                                     | CNC9        | Privé     | Great War Memorial Hospital                                            | Perth                               | ON                  | 44° 54′ 18″ N, 76° 14′ 59″ O  |
| Peterborough (Regional Health Centre) (en)                              | CNU3        | Privé     | Peterborough Regional Health Centre                                    | Peterborough                        | ON                  | 44° 18′ 02″ N, 78° 20′ 45″ O  |
| Picton (Hôpital Prince Edward County)                                   | CPE7        | Privé     |                                                                        | Picton (en)                         | ON                  | 44° 00′ 59″ N, 77° 08′ 17″ O  |
| Pincher Creek (Hospital)                                                | CPR8        | Privé     | Alberta Health Services (en)                                           | Pincher Creek                       | AB                  | 49° 29′ 33″ N, 113° 56′ 50″ O |
| Ponoka (Hospital & Care Centre)                                         | CHC4        | Privé     | FM&E AHS (en)                                                          | Ponoka                              | AB                  | 52° 41′ 07″ N, 113° 35′ 22″ O |
| Port Alberni (West Coast General Hospital)                              | CBK5        | Privé     | West Coast General Hospital                                            | Port Alberni                        | CB                  | 49° 14′ 54″ N, 124° 46′ 54″ O |
| Port Alberni/Sproat Lake Tanker Base                                    | CBT9        | Privé     | Coulson Flying Tankers                                                 | Port Alberni                        | CB                  | 49° 17′ 24″ N, 124° 56′ 42″ O |
| Port Alice (Hospital)                                                   | CBB5        | Privé     | Port Alice Hospital                                                    | Port Alice                          | CB                  | 50° 25′ 36″ N, 127° 29′ 13″ O |
| Port Hardy (Hospital)                                                   | CBS5        | Privé     | Port Hardy Hospital                                                    | Port Hardy                          | CB                  | 50° 43′ 15″ N, 127° 30′ 11″ O |
| Port McNeill (Hospital)                                                 | CBM9        | Privé     | District Hospital                                                      | Port McNeill                        | CB                  | 50° 34′ 57″ N, 127° 04′ 07″ O |
| Port Perry (Community Memorial Hospital) (en)                           | CPX6        | Privé     | Community Memorial Hospital                                            | Port Perry (en)                     | ON                  | 44° 06′ 19″ N, 78° 57′ 17″ O  |
| Poste Lemoyne (Complex LG-3)                                            | CSY6        | Privé     | Hydro-Québec                                                           | Poste Lemoyne                       | QC                  | 53° 28′ 58″ N, 75° 01′ 53″ O  |
| Powell River (Hospital)                                                 | CPW8        | Privé     | Powell River Community Health Centre                                   | Powell River                        | CB                  | 49° 51′ 05″ N, 124° 31′ 02″ O |
| Prince Albert (Fire Centre)                                             | CAL6        | Privé     | Saskatchewan Ministry of Environment Wildfire Management               | Prince Albert                       | SK                  | 55° 13′ 43″ N, 105° 45′ 21″ O |
| Prince George (Pacific Western Helicopters)                             | CBG8        | Privé     | Pacific Western Helicopters                                            | Prince George                       | CB                  | 53° 52′ 38″ N, 122° 45′ 40″ O |
| Prince Rupert (Hydro)                                                   | CBU4        | Privé     | Prince Rupert (Hydro)                                                  | Prince Rupert                       | CB                  | 54° 18′ 42″ N, 130° 17′ 37″ O |
| Prince Rupert/Seal Cove (Coast Guard)                                   | CBY5        | Privé     | Garde côtière                                                          | Prince Rupert                       | CB                  | 54° 19′ 54″ N, 130° 16′ 36″ O |
| Prince Rupert/Seal Cove (Public)                                        | CBF6        | Public    | Seal Cove Airport Society                                              | Prince Rupert                       | CB                  | 54° 19′ 48″ N, 130° 16′ 42″ O |
| Québec (Garde côtière)                                                  | CTJ2        | Privé     | Garde côtière                                                          | Québec                              | QC                  | 46° 48′ 22″ N, 71° 12′ 13″ O  |
| Québec (Complex H)                                                      | CSZ2        | Privé     | Gouvernement du Québec                                                 | Québec                              | QC                  | 46° 48′ 26″ N, 71° 12′ 42″ O  |
| Québec/Beauport (HQ)                                                    | CTS2        | Privé     | Hydro-Québec                                                           | Québec                              | QC                  | 46° 52′ 45″ N, 71° 11′ 38″ O  |
| Québec/Capitale Hélicoptère                                             | CCH7        | Privé     |                                                                        | Québec                              | QC                  | 46° 48′ 03″ N, 71° 22′ 27″ O  |
| Québec/Hôpital de L'Enfant-Jesus                                        | CTJ5        | Privé     | Hôpital de L'Enfant-Jésus                                              | Québec                              | QC                  | 46° 50′ 15″ N, 71° 13′ 31″ O  |
| Quesnel (G. R. Baker Memorial Hospital)                                 | CAZ4        | Privé     | Quesnel Hospital Administration                                        | Quesnel                             | CB                  | 52° 58′ 57″ N, 122° 30′ 01″ O |
| Red Deer Regional Hospital Centre                                       | CRD3        | Privé     | AHS (en)-Protective Services                                           | Red Deer                            | AB                  | 52° 15′ 43″ N, 113° 48′ 57″ O |
| Red Lake (Margaret Cochenour Memorial Hospital)                         | CRL3        | Privé     | Margaret Cochenour Memorial Hospital                                   | Red Lake                            | ON                  | 51° 00′ 49″ N, 93° 49′ 19″ O  |
| Redwater (Heliworks)                                                    | CRW2        | Privé     | Heliworks Aviation Inc.                                                | Redwater                            | AB                  | 53° 55′ 09″ N, 113° 06′ 15″ O |
| Redwater (Health Centre)                                                | CRW8        | Privé     |                                                                        | Redwater                            | AB                  | 53° 56′ 59″ N, 113° 07′ 37″ O |
| Renfew (Victoria Hospital)                                              | CPG9        | Privé     | Renfrew Victoria Hospital                                              | Renfrew                             | ON                  | 45° 28′ 57″ N, 76° 41′ 46″ O  |
| Rimbey (Hospital & Care Centre)                                         | CRH5        | Privé     | FM&E AHS (en)                                                          | Rimbey                              | AB                  | 52° 38′ 26″ N, 114° 14′ 52″ O |
| Riviere-du-Loup                                                         | CSS2        | Privé     | Garde côtière                                                          | Rivière-du-Loup                     | QC                  | 47° 51′ 00″ N, 69° 32′ 00″ O  |
| Rocky Mountain House (General Hospital)                                 | CEU4        | Privé     | FM&E AHS (en)                                                          | Rocky Mountain House                | AB                  | 52° 22′ 44″ N, 114° 55′ 15″ O |
| Sable Island                                                            | CST5        | Privé     | Garde côtière                                                          | Sable Island                        | NÉ                  | 43° 55′ 59″ N, 60° 00′ 20″ O  |
| Sagard                                                                  | CSG9        | Privé     | Canadian Helicopters Limited (en)                                      | Sagard                              | QC                  | 47° 59′ 27″ N, 70° 04′ 39″ O  |
| Saint John (Regional Hospital) (en)                                     | CSN6        | Privé     | Saint John Regional Hospital Atlantic Health Sciences Corporation (en) | Saint John                          | NB                  | 45° 18′ 08″ N, 66° 05′ 17″ O  |
| Saint-Augustin                                                          | CTH9        | Public    | Gouvernement du Québec                                                 | Saint-Augustin                      | QC                  | 51° 13′ 16″ N, 58° 38′ 36″ O  |
| Saint-Jérôme (Hydro-Québec)                                             | CSZ6        | Privé     | Hydro-Québec                                                           | Saint-Jérôme                        | QC                  | 45° 46′ 16″ N, 74° 01′ 37″ O  |
| Sainte-Agathe (AIM)                                                     | CSV2        | Privé     | La Compagnie Américaine de Fer st Métaux Inc                           | Sainte-Agathe-des-Monts             | QC                  | 46° 07′ 00″ N, 74° 18′ 00″ O  |
| Sainte-Marguerite                                                       | CSF6        | Privé     | R. Provost                                                             | Sainte-Marguerite                   | QC                  | 46° 01′ 52″ N, 74° 03′ 12″ O  |
| San Juan Point (Coast Guard)                                            | CBJ9        | Privé     | Garde côtière                                                          | Port Renfrew (en)                   | CB                  | 48° 31′ 52″ N, 124° 27′ 24″ O |
| Sault Ste. Marie                                                        | CNR3        | Public    | Canadian Bushplane Heritage Centre (en)                                | Sault Ste. Marie                    | ON                  | 46° 30′ 16″ N, 84° 19′ 24″ O  |
| Sault Ste. Marie (Sault Area Hospital)                                  | CSM9        | Privé     | Sault Area Hospital                                                    | Sault Ste. Marie                    | ON                  | 46° 32′ 51″ N, 84° 18′ 45″ O  |
| Sechelt (St. Mary's Hospital)                                           | CBP4        | Privé     | St. Mary's Hospital                                                    | Sechelt                             | CB                  | 49° 28′ 34″ N, 123° 44′ 54″ O |
| Sept-Îles (Hydro-Québec)                                                | CTA2        | Privé     | Hydro-Québec                                                           | Sept-Îles                           | QC                  | 50° 17′ 17″ N, 66° 24′ 33″ O  |
| Shelburne (Roseway Hospital)                                            | CCZ9        | Privé     | Roseway Hospital                                                       | Shelburne                           | NÉ                  | 43° 45′ 03″ N, 65° 18′ 34″ O  |
| Sherbrooke (CHUS)/François Desourdy                                     | CSG7        | Privé     | Centre hospitalier universitaire de Sherbrooke                         | Sherbrooke                          | QC                  | 45° 26′ 59″ N, 71° 52′ 08″ O  |
| Shilo (Flewin Field) (CFB Shilo)                                        | CKN9        | Militaire | Ministère de la Défense nationale                                      | CFB Shilo                           | MB                  | 49° 46′ 51″ N, 99° 38′ 20″ O) |
| Shilo (CFB Shilo)                                                       | CKM3        | Militaire | Ministère de la Défense nationale                                      | CFB Shilo                           | MB                  | 49° 48′ 00″ N, 99° 38′ 00″ O  |
| Shunda (Fire Base)                                                      | CDA7        | Privé     | Forest Protection Division, Clearwater Wild Fire Management Area       | Shunda                              | AB                  | 52° 29′ 26″ N, 115° 45′ 31″ O |
| Simco (Norfolk General Hospital) (en)                                   | CPA8        | Privé     | Simco (Norfolk General Hospital)                                       | Simcoe                              | ON                  | 42° 50′ 48″ N, 80° 19′ 11″ O  |
| Sioux Lookout                                                           | CKF7        | Privé     | Ontario Ministry of Natural Resources                                  | Sioux Lookout                       | ON                  | 50° 04′ 00″ N, 91° 55′ 00″ O  |
| Slave Lake/Slave Lake Helicopters                                       | CSL6        | Privé     | Slave Lake Helicopters                                                 | Slave Lake                          | AB                  | 55° 17′ 36″ N, 114° 46′ 53″ O |
| Smithers (Canadian)                                                     | CAA6        | Privé     | Canadian Helicopters Limited (en)                                      | Smithers                            | CB                  | 54° 46′ 30″ N, 127° 08′ 06″ O |
| Smiths Falls (Community Hospital)                                       | CNS9        | Privé     | Smith Falls Community Hospital                                         | Smiths Falls                        | ON                  | 44° 54′ 26″ N, 76° 01′ 38″ O  |
| Smoky Lake (George McDougall Health Centre)                             | CGM2        | Privé     | Smoky Lake (George McDougall Health Centre)                            | Smoky Lake                          | AB                  | 54° 07′ 19″ N, 112° 57′ 58″ O |
| Sonora Resort                                                           | CSR6        | Privé     | London Enterprises Limited                                             | Sonora Island                       | CB                  | 50° 22′ 54″ N, 125° 09′ 26″ O |
| Sorel-Tracy/Air Nature Inc.                                             | CST4        | Public    | Sorel-Tracy                                                            | Sorel-Tracy                         | QC                  | 46° 02′ 13″ N, 73° 07′ 28″ O  |
| St. Catharines (Niagara Health System)                                  | CNH4        | Privé     |                                                                        | Saint Catharines                    | ON                  | 43° 09′ 06″ N, 79° 16′ 50″ O  |
| St. John's (Universal)                                                  | CDC2        | Public    | Universal Helicopters Newfoundland Ltd. (en)                           | Saint-Jean de Terre-Neuve           | TNL                 | 47° 36′ 30″ N, 52° 43′ 37″ O  |
| St. John's (Health Sciences Centre)                                     | CCK2        | Privé     |                                                                        | Saint-Jean de Terre-Neuve           | TNL                 | 47° 34′ 21″ N, 52° 44′ 44″ O  |
| St. Paul (Health Care Centre)                                           | CTP5        | Privé     | St. Therese, St. Paul Health Care                                      | St. Paul                            | AB                  | 53° 59′ 17″ N, 111° 17′ 26″ O |
| Stettler (Hospital & Care Centre)                                       | CLH2        | Privé     | FM&E AHS (en)                                                          | Stettler                            | AB                  | 52° 19′ 24″ N, 112° 43′ 31″ O |
| Stony Plain (Westview Health Centre)                                    | CSP2        | Privé     | Capital Health Authority (en)                                          | Stony Plain                         | AB                  | 53° 32′ 17″ N, 113° 58′ 42″ O |
| Strathmore (Hospital)                                                   | CSM2        | Privé     | AHS (en)                                                               | Strathmore                          | AB                  | 51° 03′ 36″ N, 113° 23′ 10″ O |
| Sturgeon Falls (West Nipissing General Hospital)                        | CNM3        | Privé     | West Nipissing General Hospital                                        | Sturgeon Falls                      | ON                  | 46° 22′ 23″ N, 79° 54′ 56″ O  |
| Suffield                                                                | CYSD (YSD)  | Militaire | Ministère de la Défense nationale                                      | Suffield                            | AB                  | 50° 16′ 00″ N, 111° 11′ 00″ O |
| Summerside (Prince County Hospital)                                     | CCH6        | Public    | Prince County Hospital                                                 | Summerside                          | ÎPÉ                 | 46° 25′ 04″ N, 63° 46′ 26″ O  |
| Sundre (Hospital & Health Care Centre)                                  | CSD2        | Privé     | FM&E AHS (en)                                                          | Sundre                              | AB                  | 51° 48′ 25″ N, 114° 38′ 11″ O |
| Sydney (Cape Breton Regional Hospital)                                  | CSY9        | Privé     | Cape Breton Regional Hospital                                          | Sydney                              | NÉ                  | 46° 06′ 36″ N, 60° 10′ 34″ O  |
| Taber (Health Centre)                                                   | CTB7        | Privé     | Chinook Regional Health Aurhority (en)                                 | Taber                               | AB                  | 49° 47′ 08″ N, 112° 09′ 58″ O |
| Terrace/BC Hydro                                                        | CBW5        | Privé     | BC Hydro                                                               | Terrace                             | CB                  | 54° 31′ 07″ N, 128° 37′ 31″ O |
| Thompson                                                                | CKM7        | Privé     | Manitoba Hydro                                                         | Thompson                            | MB                  | 55° 42′ 00″ N, 97° 53′ 00″ O  |
| Three Hills (Hospital)                                                  | CFA8        | Privé     | FM&E AHS (en)                                                          | Three Hills                         | AB                  | 51° 42′ 31″ N, 113° 15′ 07″ O |
| Timmins (Timmins & District Hospital)                                   | CTM6        | Privé     | Timmins & District Hospital                                            | Timmins                             | ON                  | 48° 29′ 13″ N, 81° 18′ 49″ O  |
| Tofield (Health Centre)                                                 | CTF2        | Privé     | FM&E AHS (en)                                                          | Tofield                             | AB                  | 53° 22′ 23″ N, 112° 39′ 02″ O |
| Tofino (Hospital)                                                       | CBC8        | Privé     | Tofino General Hospital                                                | Tofino                              | CB                  | 49° 09′ 04″ N, 125° 54′ 33″ O |
| Tofino Lifeboat Station                                                 | CBR7        | Privé     | Garde côtière                                                          | Tofino                              | CB                  | 49° 08′ 00″ N, 125° 54′ 00″ O |
| Toronto (Hospital For Sick Children)                                    | CNW8        | Privé     | Hospital for Sick Children                                             | Toronto                             | ON                  | 43° 39′ 24″ N, 79° 23′ 15″ O  |
| Toronto (Mississauga Credit Valley Hospital) (en)                       | CPK6        | Privé     | Credit Valley Hospital                                                 | Mississauga                         | ON                  | 43° 33′ 41″ N, 79° 42′ 09″ O  |
| Toronto (St. Michael's Hospital)                                        | CTM4        | Privé     | St. Michael's Hospital                                                 | Toronto                             | ON                  | 43° 39′ 15″ N, 79° 22′ 42″ O  |
| Toronto (Sunnybrook Medical Centre)                                     | CNY8        | Privé     | Sunnybrook Medical Centre                                              | Toronto                             | ON                  | 43° 43′ 21″ N, 79° 22′ 14″ O  |
| Toronto/Cardinal Couriers                                               | CPL8        | Privé     | Cardinal Couriers Ltd.                                                 | Toronto                             | ON                  | 43° 37′ 53″ N, 79° 39′ 53″ O  |
| Toronto/Markham Stouffville (en)                                        | CPH7        | Privé     | Markham Stouffville Hospital                                           | Toronto                             | ON                  | 43° 53′ 06″ N, 79° 13′ 50″ O  |
| Toronto/Tarten                                                          | CPA5        | Privé     | Tarten Equipment Ltd.                                                  | Toronto                             | ON                  | 43° 39′ 07″ N, 79° 39′ 29″ O  |
| Toronto/Wilson's                                                        | CPY5        | Privé     | Wilson's Heli-Transport                                                | Toronto                             | ON                  | 43° 37′ 04″ N, 79° 33′ 49″ O  |
| Trail (Kootenay Boundary Regional Hospital)                             | CKB3        | Privé     | Interior Health Authority                                              | Trail                               | CB                  | 49° 06′ 13″ N, 117° 42′ 01″ O |
| Truro (Colchester Health Centre)                                        | CEH9        | Privé     |                                                                        | Truro                               | NÉ                  | 45° 20′ 59″ N, 63° 18′ 20″ O  |
| Héliport Two Hills (Health Centre)                                      | CTH4        | Privé     | Two Hills (Health Centre                                               | Two Hills                           | AB                  | 53° 42′ 49″ N, 111° 43′ 51″ O |
| Upsala                                                                  | CKL8        | Privé     | Ontario Ministry of Health (en)                                        | Upsala (en)                         | ON                  | 49° 03′ 01″ N, 90° 28′ 09″ O  |
| Uxbridge (Cottage Hospital) (en)                                        | CNA5        | Privé     | Uxbridge Cottage Hospital                                              | Uxbridge                            | ON                  | 44° 06′ 11″ N, 79° 07′ 42″ O  |
| Val-D'or                                                                | COR2        | Public    | Héliport Val-d'Or (St-Pierre)                                          | Val-d'Or                            | QC                  | 48° 04′ 39″ N, 77° 52′ 07″ O  |
| Valcartier (W/C J.H.L. (Joe) Lecomte) (CFB Valcartier)                  | CYOY (YOY)  | Militaire | Ministère de la Défense nationale                                      | CFB Valcartier                      | QC                  | 48° 54′ 00″ N, 71° 30′ 00″ O  |
| Valemount (Yellowhead Helicopters)                                      | CBV7        | Privé     | Yellowhead Helicopters Ltd.                                            | Valemount                           | CB                  | 52° 52′ 00″ N, 119° 18′ 00″ O |
| Valleyfield (Transport BRS Inc)                                         | CSY5        | Privé     | J. Corbeil                                                             | Salaberry-de-Valleyfield            | QC                  | 45° 15′ 49″ N, 74° 08′ 57″ O  |
| Vancouver/Burnaby (Global BC)                                           | CGL6        | Privé     | Global BC                                                              | Vancouver                           | CB                  | 49° 15′ 17″ N, 122° 56′ 07″ O |
| Vancouver Children & Women's Health Centre (en)                         | CAK7        | Privé     | Provincial Health Services Authority (en)                              | Vancouver                           | CB                  | 49° 14′ 38″ N, 123° 07′ 38″ O |
| Vancouver/Coquitlam                                                     | CFR6        | Public    | Héliport Vancouver/Coquitlam (Fire and Rescue)                         | Vancouver                           | CB                  | 49° 17′ 30″ N, 122° 47′ 32″ O |
| Vancouver/Delta (North)                                                 | CBD2        | Privé     | North Delta Copters Ltd.                                               | Vancouver                           | CB                  | 49° 07′ 12″ N, 123° 02′ 45″ O |
| Vancouver/Delta (SEI)                                                   | CSE7        | Privé     | Sei Industries Ltd.                                                    | Vancouver                           | CB                  | 49° 07′ 45″ N, 123° 01′ 06″ O |
| Vancouver (General Hospital) (en)                                       | CBK4        | Privé     | Vancouver Hospital & Health Science Centre (en)                        | Vancouver                           | CB                  | 49° 15′ 42″ N, 123° 07′ 20″ O |
| Vancouver/Harbour (Public)                                              | CBC7        | Public    | Pacific Heliport Services (en)                                         | Vancouver                           | CB                  | 49° 17′ 13″ N, 123° 06′ 22″ O |
| Vancouver (Vancouver Film Studios (en))                                 | CFS9        | Privé     | Studio Air Group Inc.                                                  | Vancouver                           | CB                  | 49° 15′ 37″ N, 123° 01′ 43″ O |
| Vegerville (St. Joseph's General Hospital)                              | CVG8        | Privé     | FM&E AHS (en)                                                          | Vegreville                          | AB                  | 53° 29′ 38″ N, 112° 01′ 57″ O |
| Vermilion Health Centre                                                 | CVH2        | Privé     | FM&E AHS (en)                                                          | Vermilion                           | AB                  | 53° 21′ 21″ N, 110° 52′ 18″ O |
| Victoria (BC Hydro)                                                     | CBC5        | Privé     | BC Hydro                                                               | Victoria                            | CB                  | 48° 29′ 25″ N, 123° 23′ 26″ O |
| Victoria (General Hospital) (en)                                        | CBW7        | Privé     | Vancouver Island Health Authority (en)                                 | Victoria                            | CB                  | 48° 28′ 02″ N, 123° 25′ 57″ O |
| Victoria (Royal Jubilee Hospital) (en)                                  | CBK8        | Privé     | Vancouver Island Health Authority (en)                                 | Victoria                            | CB                  | 48° 26′ 03″ N, 123° 19′ 31″ O |
| Victoria Harbour (Camel Point) (en)                                     | CBF7        | Privé     | Pacific Heliport Services (en)                                         | Victoria                            | CB                  | 48° 25′ 05″ N, 123° 23′ 16″ O |
| Victoria Harbour (Shoal Point)                                          | CBZ7        | Privé     | Garde côtière                                                          | Victoria                            | CB                  | 48° 25′ 24″ N, 123° 23′ 24″ O |
| Viking Health Centre                                                    | CVK2        | Privé     | FM&E AHS (en)                                                          | Viking                              | AB                  | 53° 06′ 00″ N, 111° 46′ 37″ O |
| Vulcan (Hospital)                                                       | CVH7        | Privé     | Alberta Health Services (en)                                           | Vulcan                              | AB                  | 50° 23′ 45″ N, 113° 15′ 32″ O |
| Wainwright (Health Centre)                                              | CWH2        | Privé     | FM&E AHS (en)                                                          | Wainwright                          | AB                  | 52° 50′ 35″ N, 110° 51′ 53″ O |
| Walkerton (County of Bruce General Hospital)                            | CNG6        | Privé     | County of Bruce General Hospital                                       | Walkerton                           | ON                  | 44° 07′ 16″ N, 81° 09′ 08″ O  |
| Wallaceburg (Hôpital Sydenham District)                                 | CSY7        | Privé     |                                                                        | Wallaceburg (en)                    | ON                  | 42° 35′ 57″ N, 82° 22′ 00″ O  |
| Welland (County General Hospital)                                       | CPB3        | Privé     | Welland County General Hospital                                        | Welland                             | ON                  | 42° 58′ 38″ N, 79° 14′ 56″ O  |
| Wetaskiwin (Hospital & Care Centre)                                     | CWC4        | Privé     | FM&E AHS (en)                                                          | Wetaskiwin                          | AB                  | 52° 59′ 18″ N, 113° 22′ 06″ O |
| Whistler (Hospital)                                                     | CAW4        | Privé     | Whistler Health Care Centre                                            | Whistler                            | CB                  | 50° 07′ 13″ N, 122° 57′ 17″ O |
| Whistler (Municipal)                                                    | CBE9        | Public    | Whistler Heliport Society                                              | Whistler                            | CB                  | 50° 10′ 00″ N, 122° 54′ 00″ O |
| White Saddle Ranch                                                      | CBD9        | Privé     | White Saddle Air Services                                              | White Saddle Ranch                  | CB                  | 51° 44′ 00″ N, 124° 44′ 00″ O |
| Héliport Winnipeg (Cité de Winnipeg)                                    | CWG2        | Privé     | Winnipeg (Cité de Winnipeg)                                            | Winnipeg                            | MB                  | 49° 54′ 01″ N, 97° 05′ 44″ O  |
| Woodstock (Hôpital)                                                     | CWH3        | Privé     |                                                                        | Woodstock                           | ON                  | 43° 06′ 20″ N, 80° 45′ 15″ O  |
| Yarmouth (Regional Hospital)                                            | CDU3        | Privé     | Yarmouth Regional Hospital                                             | Yarmouth                            | NÉ                  | 43° 50′ 54″ N, 66° 07′ 17″ O  |